# Madunnella
Madunnella es una película de melodrama italiana de 1948 dirigida por Ernesto Grassi y protagonizada por Edmea Lari, Aldo Bufi Landi y Rino Genovese.

## Argumento
Un respetable empleado de Nápoles se ve envuelto en la malversación y el contrabando para pagar la boda de su hija.

## Reparto
- Edmea Lari como Maria, «Madunnella».
- Aldo Bufi Landi como Mario.
- Rino Genovese como el contrabandista.
- Ugo D'Alessio como Michele el contador, padre de María.
- Vittoria Crispo
- Giovanni Berardi
- Alberto Amato
- Natale Montillo